# Trixiceps russea
Trixiceps russea là một loài ruồi trong họ Tachinidae.